# Vingermosgalzwam
De vingermosgalzwam (Heterocephalacria physciacearum) is een korstmosparasiet behorend tot de familie Filobasidiaceae. Hij komt voor op het Grauw rijpmos (physconia grisea) en vingermos (Physcia).

## Kenmerken
Hij vormt basidiomen op het oppervlak van het thallus. De kleur is roze tot lichtbruin met op volwassen leeftijd basidia met 3-4 sporen die een grootte hebben van  7-5-11 × 3,5-6,5 µm.

## Verspreiding
In Nederland komt hij zeldzaam voor.

## Foto's

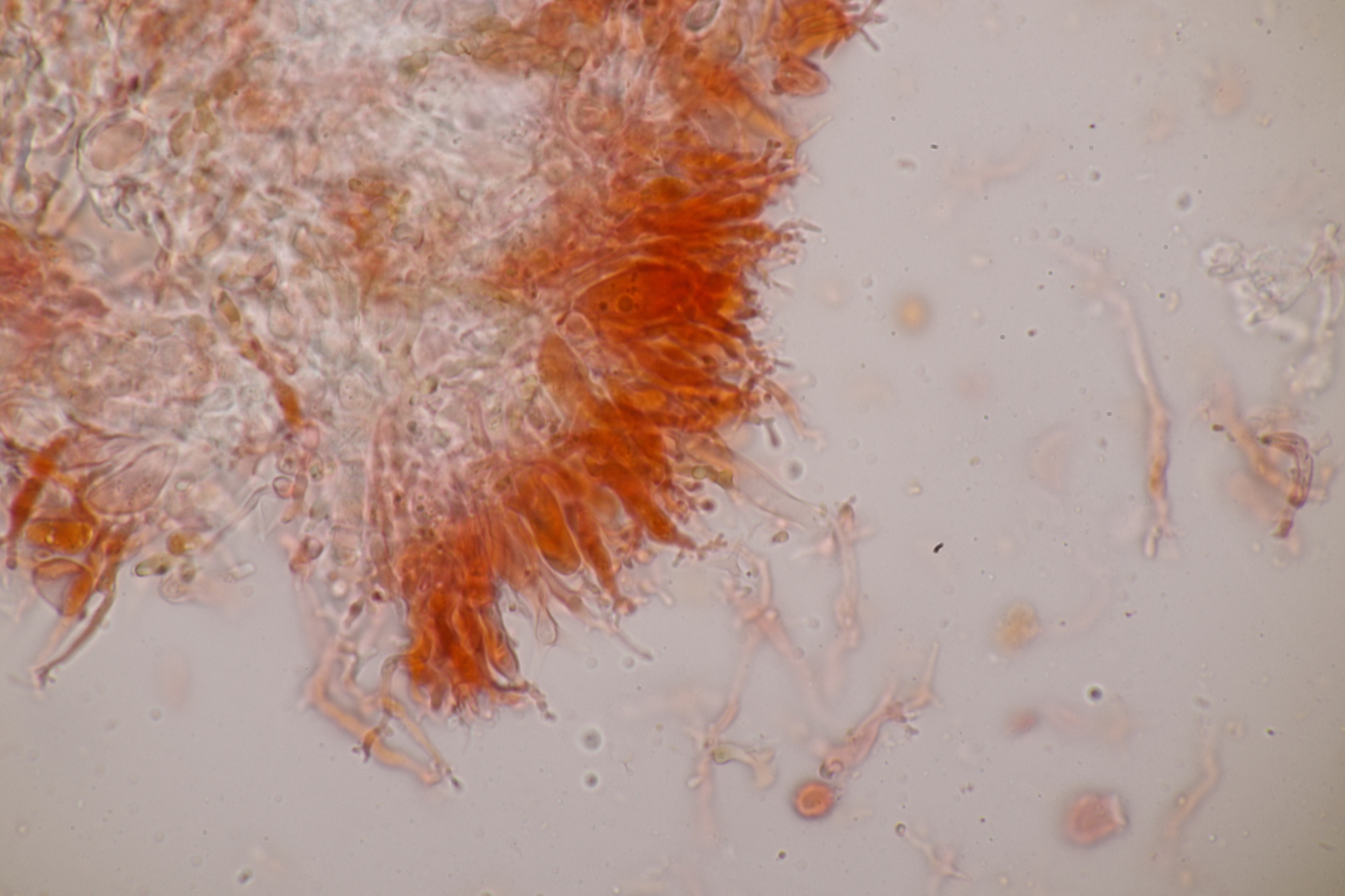